# DFS 39
DFS 39 nebo Delta IV bylo pokračování série letadel Alexandra Lippische s deltakřídly Delta I, Delta II a Delta III.

## Vznik a vývoj
Na začátku vývoje letounu stál v roce 1932 Gerhard Fieseler. Ten požádal Lippische o projekt letounu, se kterým by se zúčastnil leteckých závodů Europarundflug. Výsledkem byl velmi neobvyklý dvoumístný dvoumotorový stroj s delta křídlem, na jehož koncích byly směrovky, a malými kachními plochami. Motor byl jeden tažný a druhý tlačný. Fieseler stroj postavil jako F-3 Wespe. Letoun se ukázal být velmi nestabilní, což způsobilo havárii hned při prvním letu. Pozdější úpravy nedokázaly problémy napravit a po další havárii Fieseler od projektu upustil.
V této době měl Lippisch problémy s RLM (Říšské ministerstvo letectví) kvůli havárii jeho podobného typu Delta III. RLM tento projekt financovalo a zakázalo mu další vývoj letounů s delta křídlem.
Lippisch našel spojence v profesoru Walteru Georgiiovi z DFS (Německý výzkumný ústav bezmotorového létání). Georgii zajistil zrušení zákazu vývoje a získal finanční podporu od RLM, za kterou od Fieselera odkoupil vrak Wespe a začali jej s Lippischem společně dále upravovat. V DFS Lippisch letoun přestavěl a odstranil kachní plochy i zadní motor a přejmenoval ho na Delta IVa.
Ačkoli letadlo létalo lépe než jeho předchůdce, došlo opět k havárii, která vedla k dalšímu vyšetřování Lippischova projektu. RLM a DVL (Německý zkušební ústav pro letectví) znovu doporučily ukončení dalšího vývoje. Georgii stále Lippische podporoval a dosáhl pokračování projektu.
Stroj byl opět přestavěn, tentokrát s novými aerodynamickými úpravami založenými na Lippischových zkušenostech, které získal z kluzáku Storch IX. Byl změněn tvar křídla a odstraněny směrové plochy na jeho koncích. Místo toho byly konce křídla sklopeny dolů. Nový stroj pojmenovaný Delta IVb byl prvním krokem ve správném směru vývoje.
Úspěch konečně přišel s posledním kolem úprav. Letadlo bylo znovu přestavěno, upravilo se křídlo a opět byly instalovány pomocné kachní plochy. Výsledek, Delta IVc, byl konečně úspěšný. V roce 1936 byly zahájeny testy ve zkušebním centru Luftwaffe v Rechlinu, kde jej zalétal zkušební pilot Heini Dittmar. Stroj dostal certifikát sportovního letounu a oficiální označení DFS 39.
Stroj se ukázal být velmi stabilní a dobře ovladatelný. Konečně zaujal i RLM a stal se výchozím bodem "projektu X" – programu vývoje raketového letounu. Výsledkem dalšího vývoje byla nakonec raketová stíhačka Me 163 Komet.

## Specifikace

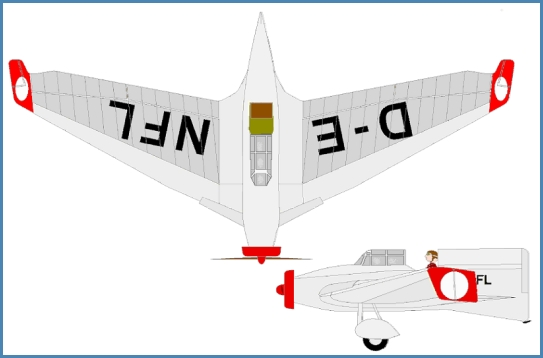
DFS 39, 1936

Údaje platí pro Delta IVc

### Technické údaje
- Osádka: 2
- Rozpětí: 9,60 m
- Délka: 5,40 m
- Výška: 1,80 m
- Nosná plocha: 13,40 m²
- Hmotnost prázdného stroje: 390 kg
- Maximální vzletová hmotnost: 660 kg
- Pohonná jednotka: 1× hvězdicový motor Pobjoy R o výkonu 62 kW

### Výkony
- Maximální rychlost: 220 km/h
- Minimální rychlost: 70 km/h
- Dolet: 1 350 km
- Dostup: 6 300 m